# Оксид полония(II)
Оксид полония(II) — неорганическое соединение,
окисел полония
с формулой PoO,
чёрные кристаллы.

## Получение
- Самопроизвольной разложение сульфита полония(II) [1][2]:

{\displaystyle {\mathsf {PoSO_{3}\ {\xrightarrow {}}\ PoO+SO_{2}\uparrow }}}

## Физические свойства
Оксид полония(II) образует чёрные кристаллы.
Известна гидратированная окись полония PoO•H2O (или Po(OH)2) амфотерного характера — тёмно коричневый порошок.